# Katie Hill
Katie Hill właściwie Katherine Lauren Hill (ur. 25 sierpnia 1987 w Abilene) – amerykańska polityczka, członkini Partii Demokratycznej.

## Działalność polityczna
W okresie od 3 stycznia 2019 do rezygnacji 3 listopada 2019 była przedstawicielką 25. okręgu wyborczego w stanie Kalifornia w Izbie Reprezentantów Stanów Zjednoczonych.